# Mercatali II
 Mercatali II (fl. XX secolo) è stato un calciatore italiano, di ruolo centrocampista.

## Carriera
Con il Petrarca disputa 7 gare nel campionato di Prima Divisione 1922-1923.